# Campionati mondiali di badminton
I Campionati mondiali di badminton (World Badminton Championships) sono una manifestazione internazionale di badminton organizzata dalla Badminton World Federation a partire dal 1977. Il torneo si svolge con cadenza annuale tranne negli anni in cui si svolgono i Giochi olimpici estivi.
Nel 2022 si è disputata la 27ª edizione.

## Edizioni
| Anno | N. | Città            | Nazione         |
| ---- | -- | ---------------- | --------------- |
| 1977 | 1  | Malmö (1)        | Svezia (1)      |
| 1980 | 2  | Giacarta (1)     | Indonesia (1)   |
| 1983 | 3  | Copenaghen (1)   | Danimarca (1)   |
| 1985 | 4  | Calgary (1)      | Canada (1)      |
| 1987 | 5  | Pechino (1)      | Cina (1)        |
| 1989 | 6  | Giacarta (2)     | Indonesia (2)   |
| 1991 | 7  | Copenaghen (2)   | Danimarca (2)   |
| 1993 | 8  | Birmingham (1)   | Inghilterra (1) |
| 1995 | 9  | Losanna (1)      | Svizzera (1)    |
| 1997 | 10 | Glasgow (1)      | Scozia (1)      |
| 1999 | 11 | Copenaghen (3)   | Danimarca (3)   |
| 2001 | 12 | Siviglia (1)     | Spagna (1)      |
| 2003 | 13 | Birmingham (2)   | Inghilterra (2) |
| 2005 | 14 | Anaheim (1)      | Stati Uniti (1) |
| 2006 | 15 | Madrid (1)       | Spagna (2)      |
| 2007 | 16 | Kuala Lumpur (1) | Malaysia (1)    |
| 2009 | 17 | Hyderabad (1)    | India (1)       |
| 2010 | 18 | Parigi (1)       | Francia (1)     |
| 2011 | 19 | Londra (1)       | Inghilterra (3) |
| 2013 | 20 | Canton (1)       | Cina (2)        |
| 2014 | 21 | Copenaghen (4)   | Danimarca (4)   |
| 2015 | 22 | Giacarta (3)     | Indonesia (3)   |
| 2017 | 23 | Glasgow (2)      | Scozia (2)      |
| 2018 | 24 | Nanchino (2)     | Cina (3)        |
| 2019 | 25 | Basilea (1)      | Svizzera (2)    |
| 2021 | 26 | Huelva (1)       | Spagna (3)      |
| 2022 | 27 | Tokyo (1)        | Giappone (1)    |
| 2023 | 28 | Copenaghen (5)   | Danimarca (5)   |
| 2025 | 29 | Parigi (2)       | Francia (2)     |
| 2026 | 30 | da definire      | India (2)       |

## Albo d'oro

### Singolare maschile
| Anno | Località     | Oro                | Argento                      | Bronzo                                        |
| 1977 | Malmö        | Flemming Delfs     | Svend Pri                    | Iie Sumirat Thomas Kihlström                  |
| 1980 | Giacarta     | Rudy Hartono       | Liem Swie King               | Hadiyanto Lius Pongoh                         |
| 1983 | Copenaghen   | Icuk Sugiarto      | Liem Swie King               | Prakash Padukone Han Jian                     |
| 1985 | Calgary      | Han Jian           | Morten Frost                 | Pieter Nierhoff Yang Yang                     |
| 1987 | Pechino      | Yang Yang          | Morten Frost                 | Zhao Jianhua Icuk Sugiarto                    |
| 1989 | Giacarta     | Yang Yang          | Ardy Wiranata                | Icuk Sugiarto Eddy Kurniawan                  |
| 1991 | Copenaghen   | Zhao Jianhua       | Alan Budikusuma              | Ardy Wiranata Liu Jun                         |
| 1993 | Birmingham   | Joko Suprianto     | Hermawan Susanto             | Thomas Stuer-Lauridsen Ardy Wiranata          |
| 1995 | Losanna      | Heryanto Arbi      | Park Sung-Woo                | Poul-Erik Høyer Larsen Thomas Stuer-Lauridsen |
| 1997 | Glasgow      | Peter Rasmussen    | Sun Jun                      | Heryanto Arbi Poul-Erik Høyer Larsen          |
| 1999 | Copenaghen   | Sun Jun            | Fung Permadi                 | Peter Gade Poul-Erik Høyer Larsen             |
| 2001 | Siviglia     | Hendrawan          | Peter Gade                   | Taufik Hidayat Chen Hong                      |
| 2003 | Birmingham   | Xia Xuanze         | Wong Choong Hann             | Shon Seung-Mo Bao Chunlai                     |
| 2005 | Anaheim      | Taufik Hidayat     | Lin Dan                      | Peter Gade Lee Chong Wei                      |
| 2006 | Madrid       | Lin Dan            | Bao Chunlai                  | Chen Hong Lee Hyun-Il                         |
| 2007 | Kuala Lumpur | Lin Dan            | Sony Dwi Kuncoro             | Bao Chunlai Chen Yu                           |
| 2009 | Hyderabad    | Lin Dan            | Chen Jin                     | Taufik Hidayat Sony Dwi Kuncoro               |
| 2010 | Parigi       | Chen Jin           | Taufik Hidayat               | Park Sung-Hwan Peter Gade                     |
| 2011 | Londra       | Lin Dan            | Lee Chong Wei                | Chen Jin Peter Gade                           |
| 2013 | Canton       | Lin Dan            | Lee Chong Wei                | Nguyễn Tiến Minh Du Pengyu                    |
| 2014 | Copenaghen   | Chen Long          | Lee Chong Wei (squalificato) | Viktor Axelsen Tommy Sugiarto                 |
| 2015 | Giacarta     | Chen Long          | Lee Chong Wei                | Kento Momota Jan Ø. Jørgensen                 |
| 2017 | Glasgow      | Viktor Axelsen     | Lin Dan                      | Son Wan-ho Chen Long                          |
| 2018 | Nanchino     | Kento Momota       | Shi Yuqi                     | Chen Long Liew Daren                          |
| 2019 | Basilea      | Kento Momota       | Anders Antonsen              | B. Sai Praneeth Kantaphon Wangcharoen         |
| 2021 | Huelva       | Loh Kean Yew       | Srikanth Kidambi             | Anders Antonsen Lakshya Sen                   |
| 2022 | Tokyo        | Viktor Axelsen     | Kunlavut Vitidsarn           | Chou Tien-chen Zhao Junpeng                   |
| 2023 | Copenaghen   | Kunlavut Vitidsarn | Kodai Naraoka                | Prannoy H. S. Anders Antonsen                 |
| 2025 | Parigi       |                    |                              |                                               |

### Singolare femminile
| Anno | Località     | Oro                    | Argento                  | Bronzo                                |
| 1977 | Malmö        | Lene Køppen            | Gillian Gilks            | Hiroe Yuki Margaret Lockwood          |
| 1980 | Giacarta     | Verawaty Wiharjo       | Ivana Lie                | Lene Køppen Taty Sumirah              |
| 1983 | Copenaghen   | Li Lingwei             | Han Aiping               | Helen Troke Zhang Ailing              |
| 1985 | Calgary      | Han Aiping             | Wu Jianqui               | Li Lingwei Zheng Yuli                 |
| 1987 | Pechino      | Han Aiping             | Li Lingwei               | Zheng Yuli Gu Jiaming                 |
| 1989 | Giacarta     | Li Lingwei             | Huang Hua                | Tang Jiuhong Sarwendah Kusumawardhani |
| 1991 | Copenaghen   | Tang Jiuhong           | Sarwendah Kusumawardhani | Susi Susanti Lee Heung-Soon           |
| 1993 | Birmingham   | Susi Susanti           | Bang Soo-Hyun            | Ye Zhaoying Tang Jiuhong              |
| 1995 | Losanna      | Ye Zhaoying            | Han Jingna               | Susi Susanti Bang Soo-Hyun            |
| 1997 | Glasgow      | Ye Zhaoying            | Gong Zhichao             | Han Jingna Wang Chen                  |
| 1999 | Copenaghen   | Camilla Martin         | Dai Yun                  | Gong Ruina Mette Sørensen             |
| 2001 | Siviglia     | Gong Ruina             | Zhou Mi                  | Gong Zhichao Zhang Ning               |
| 2003 | Birmingham   | Zhang Ning             | Gong Ruina               | Zhou Mi Mia Audina                    |
| 2005 | Anaheim      | Xie Xingfang           | Zhang Ning               | Xu Huaiwen Cheng Shao-chieh           |
| 2006 | Madrid       | Xie Xingfang           | Zhang Ning               | Xu Huaiwen Petra Overzier             |
| 2007 | Kuala Lumpur | Zhu Lin                | Wang Chen                | Lu Lan Zhang Ning                     |
| 2009 | Hyderabad    | Lu Lan                 | Xie Xingfang             | Wang Lin Pi Hongyan                   |
| 2010 | Parigi       | Wang Lin               | Wang Xin                 | Tine Rasmussen Wang Shixian           |
| 2011 | Londra       | Wang Yihan             | Cheng Shao-chieh         | Juliane Schenk Wang Xin               |
| 2013 | Canton       | Ratchanok Inthanon     | Li Xuerui                | Bae Youn-Joo Pusarla Venkata Sindhu   |
| 2014 | Copenaghen   | Carolina Marín         | Li Xuerui                | Minatsu Mitani Pusarla Venkata Sindhu |
| 2015 | Giacarta     | Carolina Marín         | Saina Nehwal             | Sung Ji-Hyun Lindaweni Fanetri        |
| 2017 | Glasgow      | Nozomi Okuhara         | Pusarla Venkata Sindhu   | Saina Nehwal Chen Yufei               |
| 2018 | Nanchino     | Carolina Marín         | Pusarla Venkata Sindhu   | He Bingjiao Akane Yamaguchi           |
| 2019 | Basilea      | Pusarla Venkata Sindhu | Nozomi Okuhara           | Ratchanok Intanon Chen Yufei          |
| 2021 | Huelva       | Akane Yamaguchi        | Tai Tzu-ying             | He Bingjiao Zhang Yiman               |
| 2022 | Tokyo        | Akane Yamaguchi        | Chen Yufei               | Tai Tzu-ying An Se-young              |
| 2023 | Copenaghen   | An Se-young            | Carolina Marín           | Chen Yufei Akane Yamaguchi            |
| 2025 | Parigi       |                        |                          |                                       |

### Doppio maschile
| Anno | Località     | Oro                              | Argento                             | Bronzo                                                                               |
| 1977 | Malmö        | Tjun Tjun / Johan Wahjudi        | Christian Hadinata / Ade Chandra    | Bengt Fröman / Thomas Kihlström Ray Stevens / Mike Tredgett                          |
| 1980 | Giacarta     | Christian Hadinata / Ade Chandra | Hariamanto Kartono / Rudy Heryanto  | Flemming Delfs / Steen Skovgaard Misbun Sidek / Jalal Sidek                          |
| 1983 | Copenaghen   | Steen Fladberg / Jesper Helledie | Martin Dew / Mike Tredgett          | Park Joo-bong / Lee Eun-ku Christian Hadinata / Bobby Ertanto                        |
| 1985 | Calgary      | Park Joo-bong / Kim Moon-soo     | Li Yongbo / Tian Bingyi             | Liem Swie King / Hariamanto Kartono Mark Christensen / Michael Kjeldsen              |
| 1987 | Pechino      | Li Yongbo / Tian Bingyi          | Razif Sidek / Jalal Sidek           | Jens Peter Nierhoff / Michael Kjeldsen Park Joo-bong / Kim Moon-soo                  |
| 1989 | Giacarta     | Li Yongbo / Tian Bingyi          | Chen Kang / Chen Hongyong           | Razif Sidek / Jalal Sidek Rudy Gunawan / Eddy Hartono                                |
| 1991 | Copenaghen   | Park Joo-bong / Kim Moon-soo     | Jon Holst-Christensen / Thomas Lund | Li Yongbo / Tian Bingyi Bagus Setiadi / Imay Hendra                                  |
| 1993 | Birmingham   | Rudy Gunawan / Ricky Subagja     | Cheah Soon Kit / Soo Beng Kiang     | Peter Axelsson / Pär-Gunnar Jönsson Chen Kang / Chen Hongyong                        |
| 1995 | Losanna      | Rexy Mainaky / Ricky Subagja     | Jon Holst-Christensen / Thomas Lund | Cheah Soon Kit / Yap Kim Hock Kim Dong-moon / Yoo Yong-sung                          |
| 1997 | Glasgow      | Chandra Wijaya / Sigit Budiarto  | Cheah Soon Kit / Yap Kim Hock       | Lee Dong-soo / Yoo Yong-sung Rexy Mainaky / Ricky Subagja                            |
| 1999 | Copenaghen   | Ha Tae-kwon / Kim Dong-moon      | Lee Dong-soo / Yoo Yong-sung        | Zhang Wei / Zhang Jun Simon Archer / Nathan Robertson                                |
| 2001 | Siviglia     | Tony Gunawan / Halim Haryanto    | Ha Tae-Kwon / Kim Dong-Moon         | Chew Choon Eng / Chan Chong Ming Choong Tan Fook / Lee Wan Wah                       |
| 2003 | Birmingham   | Lars Paaske / Jonas Rasmussen    | Chandra Wijaya / Sigit Budiarto     | Sang Yang / Zheng Bo Fu Haifeng / Cai Yun                                            |
| 2005 | Anaheim      | Tony Gunawan / Howard Bach       | Chandra Wijaya / Sigit Budiarto     | Luluk Hadiyanto / Alvent Yulianto Koo Kien Keat / Chan Chong Ming                    |
| 2006 | Madrid       | Fu Haifeng / Cai Yun             | Anthony Clarke / Robert Blair       | Jens Heriksen / Martin Lundgaard Hansen Lars Paaske / Jonas Rasmussen                |
| 2007 | Kuala Lumpur | Markis Kido / Hendra Setiawan    | Jung Jae-sung / Lee Yong-dae        | Choong Tan Fook / Lee Wan Wah Shuichi Sakamoto / Shintaro Ikeda                      |
| 2009 | Hyderabad    | Fu Haifeng / Cai Yun             | Jung Jae-sung / Lee Yong-dae        | Mohd Zakry Abdul Latif / Mohd Fairuzizuan Mohd Tazari Koo Kien Keat / Tan Boon Heong |
| 2010 | Parigi       | Fu Haifeng / Cai Yun             | Koo Kien Keat / Tan Boon Heong      | Guo Zhendong / Xu Chen Markis Kido / Hendra Setiawan                                 |
| 2011 | Londra       | Fu Haifeng / Cai Yun             | Ko Sung-hyun / Yoo Yeon-seong       | Jung Jae-sung / Lee Yong-dae Muhammad Ahsan / Bona Septano                           |
| 2013 | Canton       | Muhammad Ahsan / Hendra Setiawan | Mathias Boe / Carsten Mogensen      | Fu Haifeng / Cai Yun Kim Ki-jung / Kim Sa-rang                                       |
| 2014 | Copenaghen   | Ko Sung-hyun / Shin Baek-cheol   | Lee Yong-dae / Yoo Yeon-seong       | Kim Ki-jung / Kim Sa-rang Mathias Boe / Carsten Mogensen                             |
| 2015 | Giacarta     | Muhammad Ahsan / Hendra Setiawan | Liu Xiaolong / Qiu Zihan            | Lee Yong-dae / Yoo Yeon-seong Hiroyuki Endo / Kenichi Hayakawa                       |
| 2017 | Glasgow      | Liu Cheng / Zhang Nan            | Mohammad Ahsan / Rian Agung Saputro | Takeshi Kamura / Keigo Sonoda Chai Biao / Hong Wei                                   |
| 2018 | Nanchino     | Li Junhui / Liu Yuchen           | Takeshi Kamura / Keigo Sonoda       | Liu Cheng / Zhang Nan Chen Hung-ling / Wang Chi-lin                                  |
| 2019 | Basilea      | Mohammad Ahsan / Hendra Setiawan | Takuro Hoki / Yugo Kobayashi        | Fajar Alfian / Muhammad Rian Ardianto Li Junhui / Liu Yuchen                         |
| 2021 | Huelva       | Takuro Hoki / Yugo Kobayashi     | He Jiting / Tan Qiang               | Ong Yew Sin / Teo Ee Yi Kim Astrup / Anders Rasmussen                                |
| 2022 | Tokyo        | Aaron Chia / Soh Wooi Yik        | Mohammad Ahsan / Hendra Setiawan    | Fajar Alfian / Muhammad Rian Ardianto Satwiksairaj Rankireddy / Chirag Shetty        |
| 2023 | Copenaghen   | Kang Min-hyuk / Seo Seung-jae    | Kim Astrup / Anders Rasmussen       | Aaron Chia / Soh Wooi Yik Liang Weikeng / Wang Chang                                 |
| 2025 | Parigi       |                                  |                                     |                                                                                      |

### Doppio femminile
| Anno | Località     | Oro                              | Argento                                       | Bronzo                                                                         |
| 1977 | Malmö        | Etsuko Toganoo / Emiko Ueno      | Joke van Beusekom / Marjan Ridder             | Margaret Lockwood / Nora Perry Inge Borgstrøm / Pia Nielsen                    |
| 1980 | Giacarta     | Jane Webster / Nora Perry        | Verawaty Wiharjo / Imelda Wiguna              | Karen Bridge / Barbara Sutton Yoshiko Yonekura / Atsuko Tokuda                 |
| 1983 | Copenaghen   | Lin Ying / Wu Dixi               | Jane Webster / Nora Perry                     | Wu Jianqiu / Xu Rong Gillian Clark / Gillian Gilks                             |
| 1985 | Calgary      | Han Aiping / Li Lingwei          | Lin Ying / Wu Dixi                            | Kim Yun-ja / Yoo Sang-hee Kang Haeng-suk / Hwang Sun-ae                        |
| 1987 | Pechino      | Lin Ying / Guan Weizhen          | Han Aiping / Li Lingwei                       | Kim Yun-ja / Chung Soo-young Chung Myung-hee / Hwang Hye-young                 |
| 1989 | Giacarta     | Lin Ying / Guan Weizhen          | Chung Myung-hee / Hwang Hye-young             | Maria Bengtsson / Christine Magnusson Sun Xiaoqing / Zhou Lei                  |
| 1991 | Copenaghen   | Nong Qunhua / Guan Weizhen       | Maria Bengtsson / Christine Magnusson         | Shim Eun-jung / Gil Young-ah Hwang Hye-young / Chung Soo-young                 |
| 1993 | Birmingham   | Nong Qunhua / Zhou Lei           | Chen Ying / Wu Yuhong                         | Chung Soo-young / Gil Young-ah Lotte Olsen / Lisbeth Stuer-Lauridsen           |
| 1995 | Losanna      | Jang Hye-ock / Gil Young-ah      | Christina Finarsih / Lili Tampi               | Qin Yiyuan / Tang Yongshu Helene Kirkegaard / Rikke Olsen                      |
| 1997 | Glasgow      | Ge Fei / Gu Jun                  | Qin Yiyuan / Tang Yongshu                     | Eliza Nathanael / Resiana Zelin Qiang Hong / Liu Lu                            |
| 1999 | Copenaghen   | Ge Fei / Gu Jun                  | Ra Kyung-min / Chung Jae-hee                  | Qin Yiyuan / Gao Ling Ann Jørgensen / Majken Vande                             |
| 2001 | Siviglia     | Huang Sui / Gao Ling             | Zhang Jiewen / Wei Yili                       | Ra Kyung-min / Lee Kyung-won Chen Lin / Jiang Xuelian                          |
| 2003 | Birmingham   | Huang Sui / Gao Ling             | Zhao Tingting / Wei Yili                      | Shizuka Yamamoto / Seiko Yamada Rikke Olsen / Ann-Lou Jørgensen                |
| 2005 | Anaheim      | Yang Wei / Zhang Jiewen          | Huang Sui / Gao Ling                          | Zhang Dan / Zhang Yawen Lee Hyo-jung / Lee Kyung-won                           |
| 2006 | Madrid       | Huang Sui / Gao Ling             | Wei Yili / Zhang Yawen                        | Yang Wei / Zhang Jiewen Du Jing / Yu Yang                                      |
| 2007 | Kuala Lumpur | Yang Wei / Zhang Jiewen          | Huang Sui / Gao Ling                          | Wei Yili / Zhang Yawen Kumiko Ogura / Reiko Shiota                             |
| 2009 | Hyderabad    | Zhao Tingting / Zhang Yawen      | Cheng Shu / Zhao Yunlei                       | Du Jing / Yu Yang Ma Jin /Wang Xiaoli                                          |
| 2010 | Parigi       | Du Jing / Yu Yang                | Ma Jin /Wang Xiaoli                           | Cheng Shu / Zhao Yunlei Cheng Wen-Hsing / Chien Yu-chin                        |
| 2011 | Londra       | Yu Yang / Wang Xiaoli            | Tian Qing / Zhao Yunlei                       | Miyuki Maeda / Satoko Suetsuna Jwala Gutta / Ashwini Ponnappa                  |
| 2013 | Canton       | Yu Yang / Wang Xiaoli            | Eom Hye-won / Jang Ye-na                      | Tian Qing / Zhao Yunlei Christinna Pedersen / Kamilla Rytter Juhl              |
| 2014 | Copenaghen   | Tian Qing / Zhao Yunlei          | Yu Yang / Wang Xiaoli                         | Lee So-hee / Shin Seung-chan Reika Kakiiwa / Miyuki Maeda                      |
| 2015 | Giacarta     | Tian Qing / Zhao Yunlei          | Christinna Pedersen / Kamilla Rytter Juhl     | Nitya Krishinda Maheswari / Greysia Polii Naoko Fukuman / Kurumi Yonao         |
| 2017 | Glasgow      | Chen Qingchen / Jia Yifan        | Yuki Fukushima / Sayaka Hirota                | Misaki Matsutomo / Ayaka Takahashi Kamilla Rytter Juhl / Christinna Pedersen   |
| 2018 | Nanchino     | Mayu Matsumoto / Wakana Nagahara | Yuki Fukushima / Sayaka Hirota                | Greysia Polii / Apriyani Rahayu Shiho Tanaka / Koharu Yonemoto                 |
| 2019 | Basilea      | Mayu Matsumoto / Wakana Nagahara | Yuki Fukushima / Sayaka Hirota                | Greysia Polii / Apriyani Rahayu Du Yue / Li Yinhui                             |
| 2021 | Huelva       | Chen Qingchen / Jia Yifan        | Lee So-hee / Shin Seung-chan                  | Mayu Matsumoto / Wakana Nagahara Kim So-yeong / Kong Hee-yong                  |
| 2022 | Tokyo        | Chen Qingchen / Jia Yifan        | Kim So-yeong / Kong Hee-yong                  | Mayu Matsumoto / Wakana Nagahara Puttita Supajirakul / Sapsiree Taerattanachai |
| 2023 | Copenaghen   | Chen Qingchen / Jia Yifan        | Apriyani Rahayu / Siti Fadia Silva Ramadhanti | Zhang Shuxian / Zheng Yu Kim So-yeong / Kong Hee-yong                          |
| 2025 | Parigi       |                                  |                                               |                                                                                |

### Doppio misto
| Anno | Località     | Oro                                              | Argento                                          | Bronzo                                                                            |
| 1977 | Malmö        | Steen Skovgaard / Lene Køppen                    | Derek Talbot / Gillian Gilks                     | Mike Tredgett / Nora Perry Billy Gilliland / Joanne Flockhart                     |
| 1980 | Giacarta     | Christian Hadinata / Imelda Wiguna               | Mike Tredgett / Nora Perry                       | Steen Fladberg / Pia Nielsen Steen Skovgaard / Lene Køppen                        |
| 1983 | Copenaghen   | Thomas Kihlström Nora Perry                      | Steen Fladberg / Pia Nielsen                     | Mike Tredgett / Karen Chapman Jiang Guoliang / Lin Ying                           |
| 1985 | Calgary      | Kim Yun-ja / Yoo Sang-hee                        | Stefan Karlsson / Maria Bengtsson                | Nigel Tier / Gillian Gowers Zhang Xinquang / Lao Yujing                           |
| 1987 | Pechino      | Wang Pengren / Shi Fangjing                      | Lee Deuk-choon / Chung Myung-hee                 | Martin Dew / Gillian Gilks He Yiming / Yang Xinfang                               |
| 1989 | Giacarta     | Park Joo-bong / Chung Myung-hee                  | Eddy Hartono / Verawaty Fajrin                   | Wu Chibing / Yang Xinfang Wang Pengren / Shi Fangjing                             |
| 1991 | Copenaghen   | Park Joo-bong / Chung Myung-hee                  | Thomas Lund / Pernille Dupont                    | Jon Holst-Christensen / Grete Mogensen Kang Kyung-jin / Shim Eun-jung             |
| 1993 | Birmingham   | Thomas Lund Catrine Bengtsson                    | Jon Holst-Christensen / Grete Mogensen           | Nick Ponting / Gillian Clark Aryono Miranat / Eliza Nathanael                     |
| 1995 | Losanna      | Thomas Lund / Marlene Thomsen                    | Jens Eriksen / Helene Kirkegaard                 | Jan Eric Antonsson / Astrid Crabo Liu Jianjun / Ge Fei                            |
| 1997 | Glasgow      | Liu Yong / Ge Fei                                | Jens Eriksen / Marlene Thomsen                   | Trikus Heryanto / Minarti Timur Michael Søgaard / Rikke Olsen                     |
| 1999 | Copenaghen   | Kim Dong-moon / Ra Kyung-min                     | Simon Archer / Joanne Goode                      | Liu Yong / Ge Fei Michael Søgaard / Rikke Olsen                                   |
| 2001 | Siviglia     | Zhang Jun / Gao Ling                             | Kim Dong-moon / Ra Kyung-min                     | Michael Søgaard / Rikke Olsen Jens Eriksen / Mette Schjoldager                    |
| 2003 | Birmingham   | Kim Dong-moon / Ra Kyung-min                     | Zhang Jun / Gao Ling                             | Jonas Rasmussen / Rikke Olsen Chen Qiqiu /Zhao Tingting                           |
| 2005 | Anaheim      | Nova Widianto / Lilyana Natsir                   | Xie Zhongbo / Zhang Yawen                        | Daniel Shirley / Sara Runesten-Petersen Sudket Prapakamol / Saralee Thungthongkam |
| 2006 | Madrid       | Nathan Robertson / Gail Emms                     | Anthony Clark / Gemma Kellogg                    | Koo Kien Keat / Wong Pei Tty Sudket Prapakamol / Saralee Thungthongkam            |
| 2007 | Kuala Lumpur | Nova Widianto / Lilyana Natsir                   | Zheng Bo / Gao Ling                              | Xie Zhongbo / Zhang Yawen Flandy Limpele / Vita Marissa                           |
| 2009 | Hyderabad    | Thomas Laybourn / Kamilla Rytter Juhl            | Nova Widianto / Lilyana Natsir                   | Lee Yong-dae / Lee Hyo-jung Joachim Fischer Nielsen / Christinna Pedersen         |
| 2010 | Parigi       | Zheng Bo / Ma Jin                                | He Hanbin / Yu Yang                              | Ko Sung-hyun / Ha Jung-eun Lee Sheng-mu / Chien Yu-chin                           |
| 2011 | Londra       | Zhang Nan / Zhao Yunlei                          | Chris Adcock Imogen Bankier                      | Xu Chen / Ma Jin Tontowi Ahmad / Lilyana Natsir                                   |
| 2013 | Canton       | Tontowi Ahmad / Lilyana Natsir                   | Xu Chen / Ma Jin                                 | Shin Baek-cheol / Eom Hye-won Zhang Nan / Zhao Yunlei                             |
| 2014 | Copenaghen   | Zhang Nan / Zhao Yunlei                          | Xu Chen / Ma Jin                                 | Liu Cheng / Bao Yixin Joachim Fischer Nielsen / Christinna Pedersen               |
| 2015 | Giacarta     | Zhang Nan / Zhao Yunlei                          | Liu Cheng / Bao Yixin                            | Tontowi Ahmad / Lilyana Natsir Xu Chen / Ma Jin                                   |
| 2017 | Glasgow      | Tontowi Ahmad / Liliyana Natsir                  | Zheng Siwei / Chen Qingchen                      | Chris Adcock / Gabrielle Adcock Lee Chun Hei / Chau Hoi Wah                       |
| 2018 | Nanchino     | Zheng Siwei / Huang Yaqiong                      | Wang Yilü / Huang Dongping                       | Zhang Nan / Li Yinhui Tang Chun Man / Tse Ying Suet                               |
| 2019 | Basilea      | Zheng Siwei / Huang Yaqiong                      | Dechapol Puavaranukroh / Sapsiree Taerattanachai | Yuta Watanabe / Arisa Higashino Wang Yilü / Huang Dongping                        |
| 2021 | Huelva       | Dechapol Puavaranukroh / Sapsiree Taerattanachai | Yuta Watanabe / Arisa Higashino                  | Kyohei Yamashita / Naru Shinoya Tang Chun Man / Tse Ying Suet                     |
| 2022 | Tokyo        | Zheng Siwei / Huang Yaqiong                      | Yuta Watanabe / Arisa Higashino                  | Wang Yilü / Huang Dongping Mark Lamsfuß / Isabel Lohau                            |
| 2023 | Copenaghen   | Seo Seung-jae / Chae Yoo-jung                    | Zheng Siwei / Huang Yaqiong                      | Jiang Zhenbang / Wei Yaxin Yuta Watanabe / Arisa Higashino                        |
| 2025 | Parigi       |                                                  |                                                  |                                                                                   |